# Anjelica Huston
Anjelica Susan Huston (ur. 8 lipca 1951 w Santa Monica) – amerykańska aktorka, modelka, reżyserka, producentka filmowa i telewizyjna, zdobywczyni Oscara dla najlepszej aktorki drugoplanowej za rolę w filmie Honor Prizzich.

## Życiorys

### Młodość
Pochodzi z rodziny artystów. Urodziła się w Santa Monica w hrabstwie i metropolii Los Angeles w Kalifornii jako córka hollywoodzkiego reżysera Johna Hustona i jego czwartej żony Ricki (z domu Enrica Georgia Soma; ur. 9 maja 1929 w Nowym Jorku, zm. 29 stycznia 1969 w Dijon), primabaleriny i modelki pochodzenia włoskiego. Jej dziadek ze strony ojca, Walter, był aktorem.
Większość swego dzieciństwa spędziła w Irlandii, szczególnie w pobliżu Craughwell w hrabstwie Galway, gdzie uczęszczała do Kylemore Abbey International School, a naukę kontynuowała w Holland Park School w Royal Borough of Kensington and Chelsea w Anglii. Miała starszego brata Waltera „Tony’ego” Antony’ego (ur. 16 kwietnia 1950; jego syn Jack został aktorem), przyrodniego młodszego brata Danny’ego z innego związku ojca i przyrodnią siostrę Allegrę (ur. 26 sierpnia 1964) z innego związku matki.

### Kariera
W 1967 zastąpiła Deborah Kerr jako agentka Rączki Mimi (niewymieniona w czołówce) w brytyjskim Casino Royale. Chociaż jej ojciec tak naprawdę nie chciał, by została zawodową aktorką, w 1969 powierzył jej znaczące role w swoich filmach Zbereźnik (Sinful Davy) i Spacer z miłością i śmiercią (A Walk with Love and Death), gdzie zagrała 16-letnią francuską szlachciankę Claudię.
Po śmierci swojej matki, która w wieku 39 lat zginęła w wypadku samochodowym, Anjelica przeniosła się do Stanów Zjednoczonych, gdzie przez kilka lat pracowała jako modelka z takimi fotografami mody jak Richard Avedon czy Bob Richardson. Była damą dworu w szekspirowskim Hamlecie (1969) Tony’ego Richardsona z Marianne Faithfull i Anthonym Hopkinsem. Można było ją dostrzec w tłumie na przystani w filmie Lot nad kukułczym gniazdem (One Flew Over the Cuckoo’s Nest, 1975) Miloša Formana wg książki Kena Keseya. Pojawiła się jako Edna w dramacie Ostatni z wielkich (The Last Tycoon) Elii Kazana z Robertem De Niro. W latach 80. pilnie studiowała aktorstwo pod kierunkiem trenerki dramatu Peggy Feury.
Pierwszą znaczącą rolę Madge Gorland zagrała w remake’u Boba Rafelsona Listonosz zawsze dzwoni dwa razy (The Postman Always Rings Twice, 1981). Wystąpiła też w komediach: muzycznej Roba Reinera Oto Spinal Tap (This Is Spinal Tap, 1984) i sci-fi Lodowi piraci (The Ice Pirates, 1984) z Robertem Urichem. Za kreację Maerose Prizzi w komediodramacie Johna Hustona Honor Prizzich (Prizzi’s Honor, 1985) została uhonorowana Oscarem. Stała się także znana dzięki brawurowej roli Morticii Addams w komedii Rodzina Addamsów (The Addams Family, 1991) i sequelu Rodzina Addamsów II (Addams Family Values, 1993).
Zasiadała w jury konkursu głównego na 43. MFF w Cannes (1990) oraz na 53. MFF w Wenecji (1996).

## Życie prywatne
W 1969 roku, w wieku 18 lat, Huston zaczęła romansować z 23 lata od niej starszym fotografem mody Bobem Richardsonem, ojcem Terry’ego. Ich związek trwał prawie cztery lata, a gdy wyszedł na jaw, ówczesna żona rozwiodła się z nim. Przez wiele lat (1973-1990) była związana uczuciowo z Jackiem Nicholsonem. 23 maja 1992 roku wyszła za mąż za rzeźbiarza Roberta Grahama Jr. (ur. 1938), który zmarł 27 grudnia 2008.

## Filmografia

### Filmy fabularne
- 1967: Casino Royale jako agentka Rączki Mimi (niewymieniona w czołówce)
- 1969: Zbereźnik (Sinful Davey, niewymieniona w czołówce)
- 1969: Spacer z miłością i śmiercią (A Walk with Love and Death) jako Claudia
- 1969: Hamlet jako dama dworu
- 1975: Lot nad kukułczym gniazdem (One Flew Over the Cuckoo’s Nest) jako kobieta w tłumie na przystani (niewymieniona w czołówce)
- 1976: Ostatni z wielkich (The Last Tycoon) jako Edna
- 1976: Załoga kapitana Lyncha (Swashbuckler) jako kobieta o ciemnej twarzy
- 1981: Listonosz zawsze dzwoni dwa razy (The Postman Always Rings Twice) jako Madge
- 1982: Rose for Emily jako panna Emily Grierson
- 1982: The Comic Book Kids jako księżniczka
- 1982: Frances jako pacjentka
- 1984: The Cowboy and the Ballerina
- 1984: Lodowi piraci (The Ice Pirates) jako Maida
- 1984: Oto Spinal Tap (This Is Spinal Tap) jako Polly Deutsch
- 1985: Honor Prizzich (Prizzi’s Honor) jako Maerose Prizzi
- 1986: Good to Go
- 1986: Kapitan EO (Captain Eo) jako Ona – Najwyższy Diabeł
- 1987: Zmarli (The Dead) jako Gretta Conroy
- 1987: Kamienne ogrody (Gardens of Stone) jako Samantha Davis
- 1988: Pan North (Mr. North) jako Persis Bosworth-Tennyson
- 1988: Garść prochu (A Handful of Dust) jako pani Rattery
- 1989: Zbrodnie i wykroczenia (Crimes and Misdemeanors) jako Dolores Paley
- 1989: Wrogowie (Enemies: A Love Story) jako Tamara Broder
- 1990: Naciągacze (The Grifters) jako Lilly Dillon
- 1990: Wiedźmy (The Witches) jako panna Eva Ernst / wielka czarownica
- 1991: Rodzina Addamsów (The Addams Family) jako Morticia Addams z d. Frump
- 1992: Rabbit Ears: Rip Van Winkle jako narratorka opowieści
- 1993: Tajemnica morderstwa na Manhattanie (Manhattan Murder Mystery) jako Marcia Fox
- 1993: Rodzina Addamsów II (Addams Family Values) jako Morticia Addams zd. Frump
- 1993: Family Pictures jako Lainey Eberlin
- 1993: A orkiestra grała dalej (And the Band Played On) jako dr Betsy Reisz
- 1995: Rodzina Perezów (The Perez Family) jako Carmela Perez
- 1995: Obsesja (The Crossing Guard) jako Mary
- 1995: Dziewczyny z Dzikiego Zachodu (Buffalo Girls) jako Calamity Jane
- 1998: Oko w oko z życiem (Buffalo '66) jako Janet Brown
- 1998: Phoenix jako Leila
- 1998: Długo i szczęśliwie (Ever After) jako baronowa Rodmilla De Ghent
- 1999: Cleopatra: The First Woman of Power jako narrator
- 1999: Agnes Browne jako Agnes Browne
- 2000: Złota (The Golden Bowl) jako Fanny Assingham
- 2001: Mgły Avalonu (The Mists of Avalon) jako Vivianne
- 2001: Gra w słowa (The Man from Elysian Fields) jako Jennifer Adler
- 2001: Genialny klan (The Royal Tenenbaums) jako Etheline Tenenbaum
- 2002: Barbie jako Roszpunka (Barbie as Rapunzel) jako Gothel (głos)
- 2002: Krwawa profesja (Blood Work) jako dr Bonnie Fox
- 2003: Małolaty u taty (Daddy Day Care) jako pani Gwyneth Harridan
- 2003: Kaena: Zagłada światów (Kaena: La prophétie) jako królowa Selenites (głos)
- 2004: Podwodne życie ze Steve’em Zissou (The Life Aquatic with Steve Zissou) jako Eleanor Zissou
- 2004: Niezłomne (Iron Jawed Angels) jako Carrie Chapman Catt
- 2006: Krew za krew (Seraphim Falls) jako madame Louise
- 2006: W cieniu matki (These Foolish Things) jako Lottie Osgood
- 2006: Dziedziczki (Material Girls) jako Fabiella
- 2006: Akademia tajemniczych sztuk pięknych (Art School Confidential) jako nauczycielka historii sztuki
- 2007: Chłopiec z Marsa (Martian Child) jako Mimi
- 2007: Pociąg do Darjeeling (The Darjeeling Limited) jako siostra Patricia Whitman
- 2008: The Kreutzer Sonata jako Elinore
- 2008: Dzwoneczek (Tinker Bell) jako królowa Clarion (głos)
- 2008: Udław się (Choke) jako Ida J. Mancini
- 2008: Spirit of the Forest jako pani D’Abondo (głos)
- 2009: Dzwoneczek i zaginiony skarb (Tinker Bell and the Lost Treasure) jako królowa Clarion (głos)
- 2010: Pewnego razu w Rzymie (When in Rome) jako Celeste
- 2011: 50/50 jako Diane Lerner
- 2011: Koszmarny Karolek jako pani Kat-Toporska

### Seriale telewizyjne
- 1982–1983: Laverne & Shirley jako Geraldine
- 1983–1984: Faerie Tale Theatre jako Marguerite
- 1989: Na południe od Brazos (Lonesome Dove) jako Clara Allen
- 2006: Program Hades (Covert One: The Hades Factor) jako prezydent
- 2006: Huff jako dr Lena Markova
- 2008–2009: Medium jako Cynthia Keener

### Reżyser
- 1996: Bękart z Karoliny (Bastard Out of Carolina)
- 1999: Agnes Browne
- 2005: Podróże z moją siostrą (Riding the Bus with My Sister)

### Producent
- 1999: Agnes Browne

## Nagrody
- Nagroda Akademii Filmowej Najlepsza aktorka drugoplanowa: 1985 Honor Prizzich
- Złoty Glob Najlepsza aktorka drugoplanowa w miniserialu, serialu lub filmie telewizyjnym: 2005 Niezłomne